# Mohammad Mahmoud Pacha
Mohammad Mahmoud Pacha (1877-1941) (en arabe : محمد محمود باشا) fut deux fois premier ministre d’Égypte.
Mahmoud devient pour la première fois premier ministre du 27 juin 1928 au 4 octobre 1929, sous l'étiquette du Parti libéral constitutionnel. Quand il quitta ses fonctions, Sir Percy Loraine, dirigea l’Égypte en tant que gouverneur général pendant deux mois jusqu'à ce qu'un autre premier ministre puisse être élu. Plus tard, après que l'Égypte fut devenue un royaume indépendant, Mahmoud fut élu à nouveau, cette fois comme membre du parti Wafd. Ce mandat dura du 29 décembre 1937 au 18 août 1939. De tendance pro-britannique, il dut démissionner pour des raisons de santé. Anton Haggar sculpta une statue pour lui en 1941.